# Eysenhardtia polystachya
Eysenhardtia polystachya là một loài thực vật có hoa trong họ Đậu. Loài này được (Ortega) Sarg. miêu tả khoa học đầu tiên.

## Hình ảnh

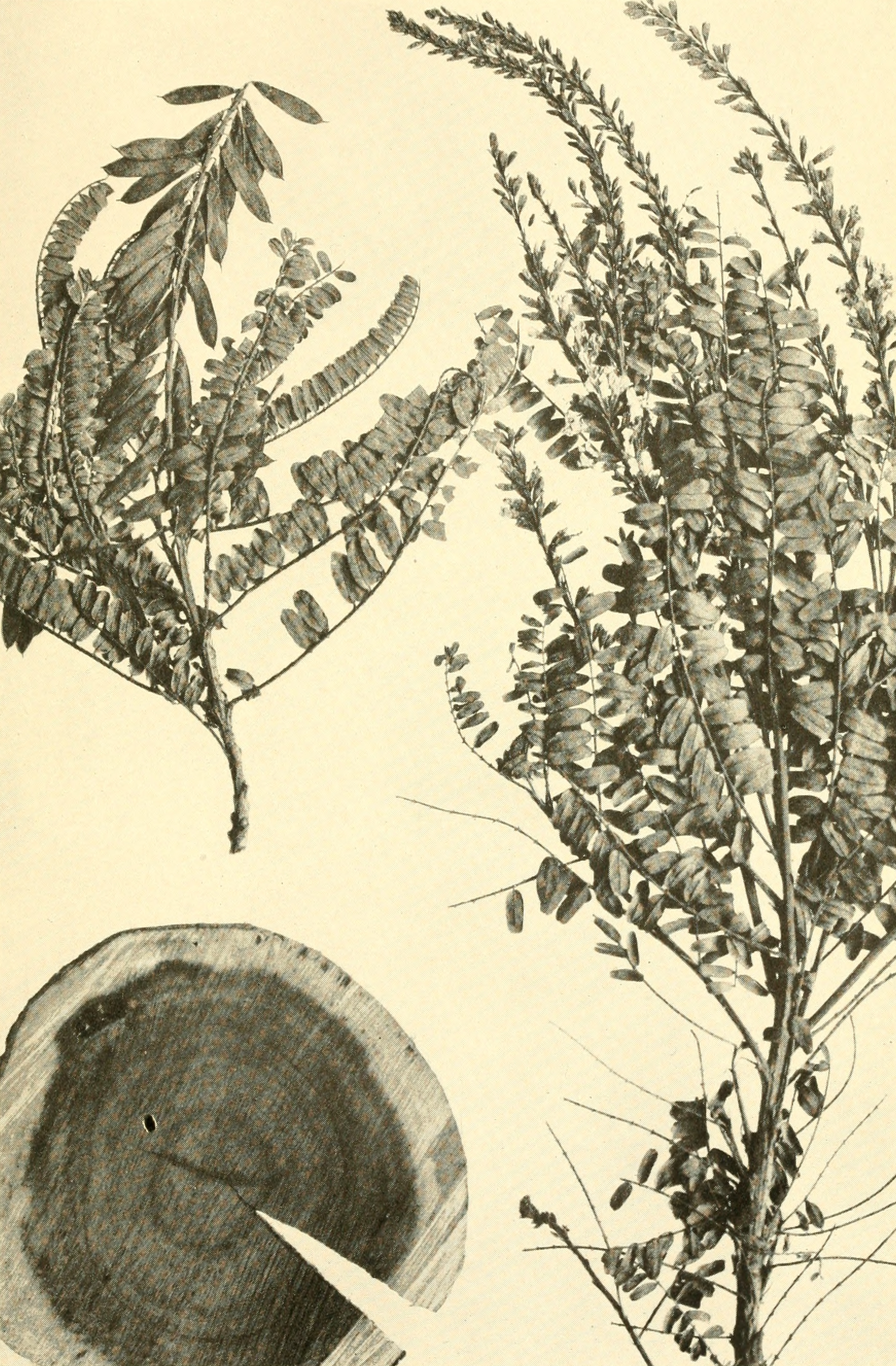
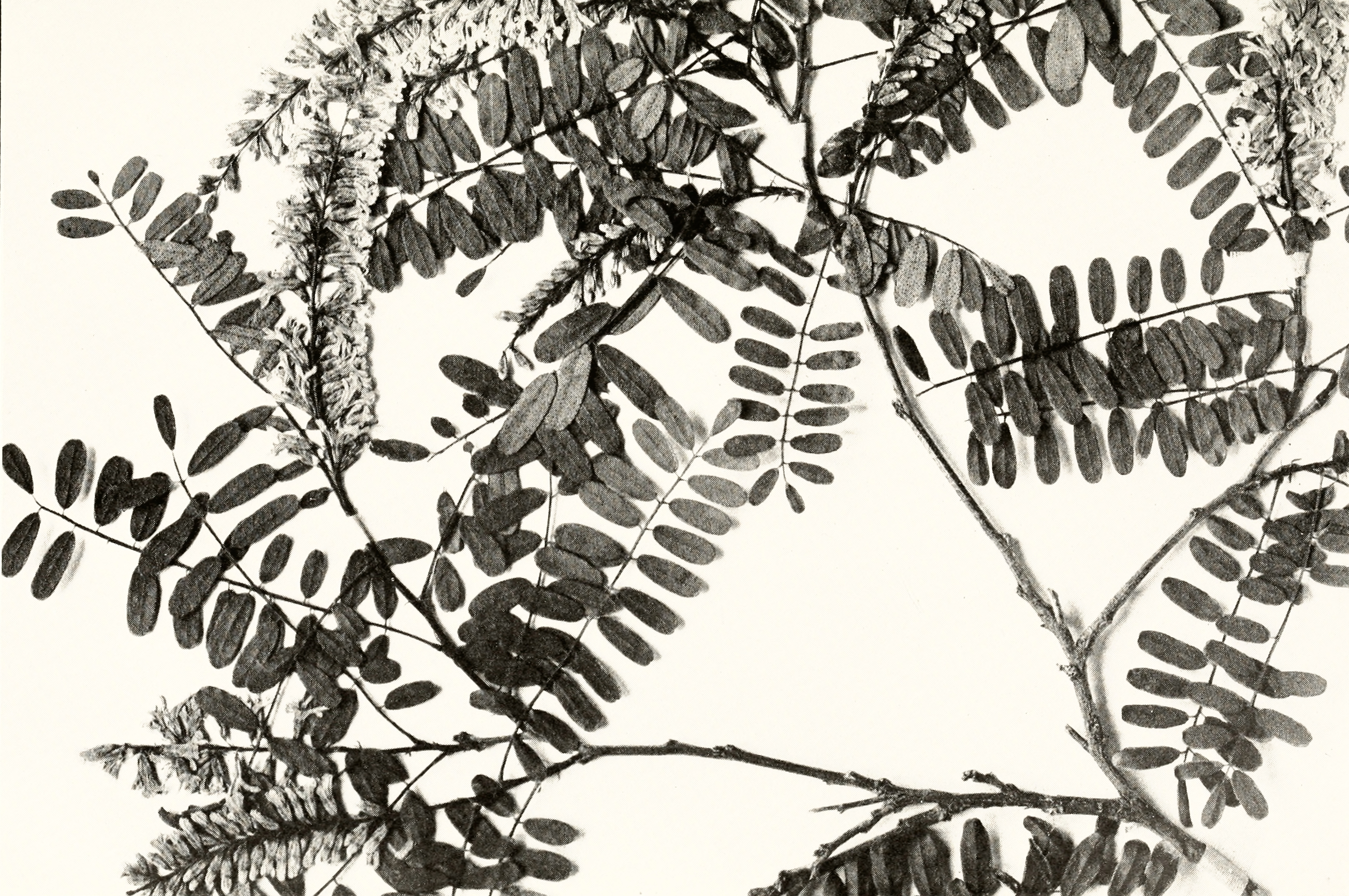
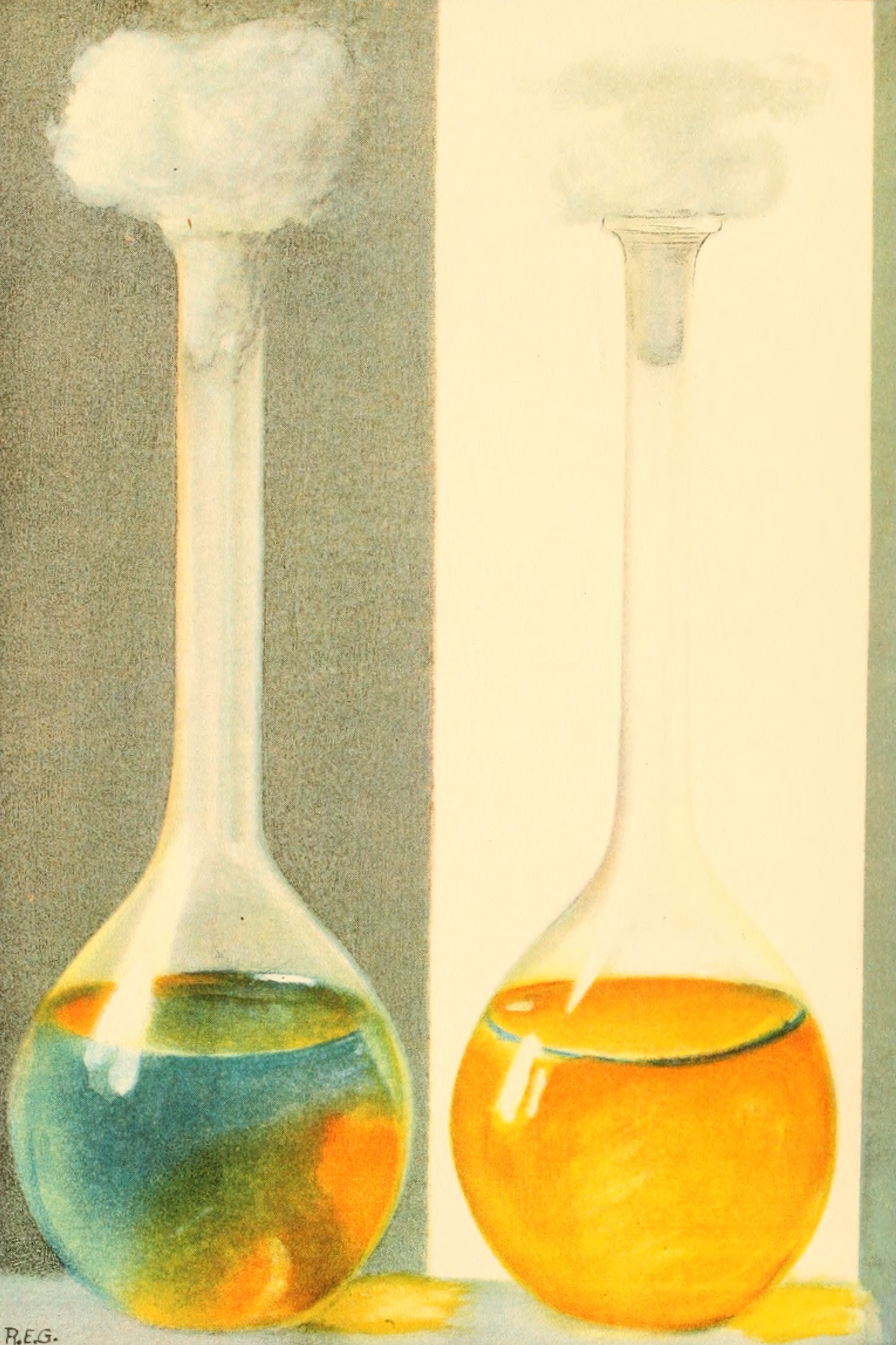
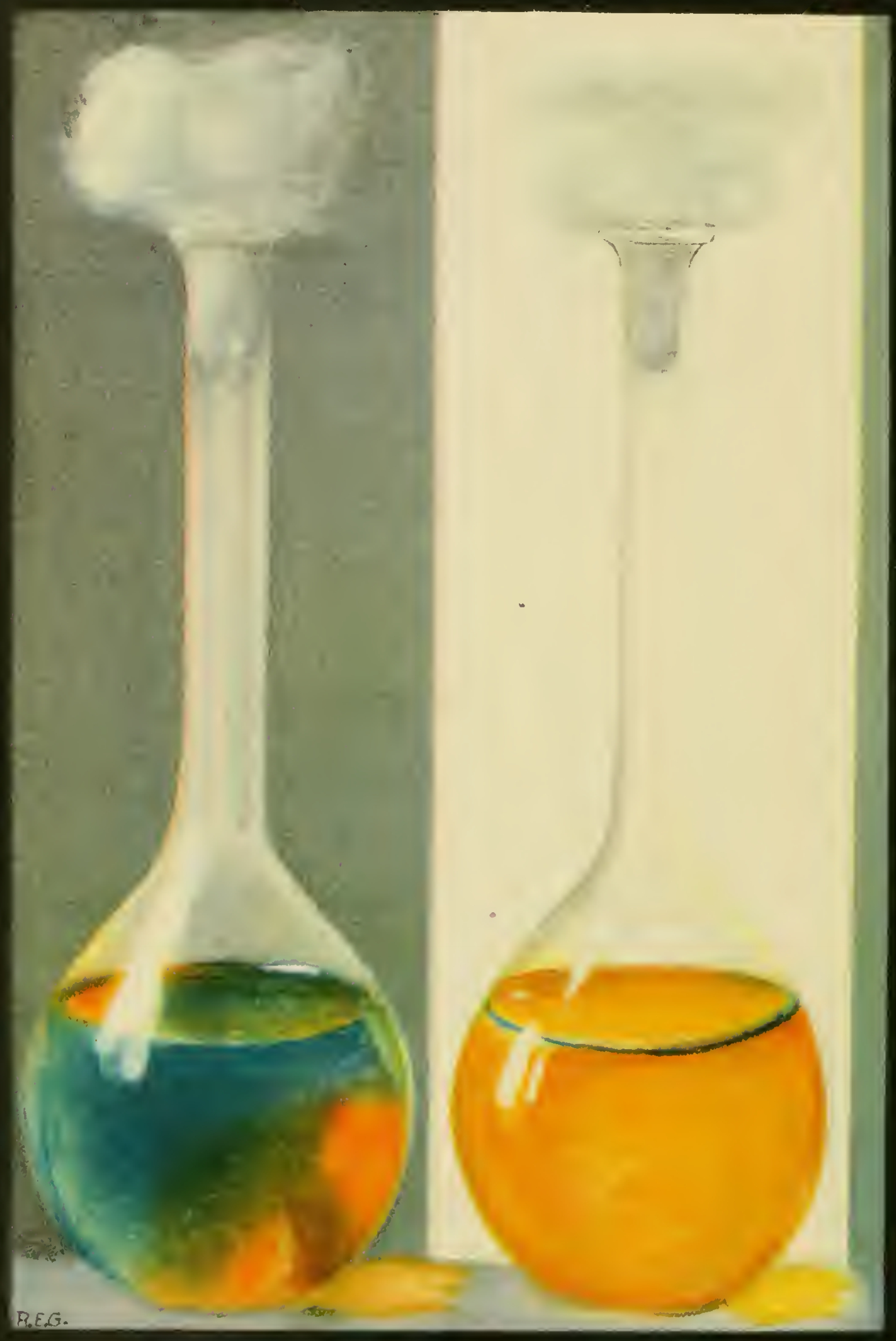